# 雷纳托·席尔瓦
雷纳托·席尔瓦，全名雷纳托·阿西斯·达·席尔瓦（Renato Assis da Silva，1983年7月26日—），是一名巴西职业足球运动员，现效力于巴西球会瓦斯科达迦马。

## 职业生涯
雷纳托2002年在戈亞斯开始职业足球生涯，之后曾先后效力于贝伦人、弗拉门戈、弗卢米嫩塞、博塔弗戈和圣保罗等球队。2011年初，雷纳托转会加盟中超球队山东鲁能泰山。但雷纳托在山东鲁能的表现不是很稳定，而且受到伤病困扰，在中超赛场效力半个赛季后就回国，并在7月4日租借加盟瓦斯科达迦马一年。
雷纳托在瓦斯科达迦马表现出色，租借期满后瓦斯科达迦马希望能够续租雷纳托，但山东鲁能坚持以转会的方式出让雷纳托。2012年6月，瓦斯科达伽马买入雷纳托的一半所有权和使用权，他和瓦斯科达伽马签订一份两年的工作合同，而山东鲁能拥有雷纳托的另一半所有权。